# 原田梨花
原田 梨花（はらだ りか、2月8日 - ）は、日本の女性漫画家。東京都出身。
22歳の時、『週刊少女コミック』（小学館）でデビュー。その後『FEEL YOUNG』（祥伝社）に活動の場を移し、代表作に『満月の夜』『Black!』などがある。7年間のパリ滞在経験があり、近年は原作も手がけている。

## 作品リスト

### 漫画
- 週末恋物語
- 薔薇色のふたり
- 初恋Premiresamours
- 恋ホテル
- 恋愛小説
- とまどう夏
- 指輪
- パリの恋人
- 満月の夜
  - 満月の夜SPECIAL
- 天使の分け前
- こうして猫は愛をむさぼる。（原作）
- Black!
- 虹のクオリア
- 恋ばかりしていた
- もう君を愛していない
- 宵之草子

### 小説
- いつかどこかで天使と…
- 水の棲む場所